# Euproctis kuronis
Euproctis kuronis är en fjärilsart som beskrevs av Matsumura 1933. Euproctis kuronis ingår i släktet Euproctis och familjen tofsspinnare. Inga underarter finns listade i Catalogue of Life.